# Uvigerinoides
Uvigerinoides es un género de foraminífero bentónico considerado como nomen nudum e invalidado, aunque también considerado un sinónimo posterior de Uvigerina de la subfamilia Uvigerininae, de la familia Uvigerinidae, de la superfamilia Buliminoidea, del suborden Buliminina y del orden Buliminida. Su rango cronoestratigráfico abarcaba desde el Pleistoceno hasta la Actualidad.

## Discusión
Clasificaciones previas incluían Uvigerinoides en el suborden Rotaliina del orden Rotaliida. Uvigerinoides fue propuesto como un subgénero de Uvigerina, es decir, Uvigerina (Uvigerinoides).

## Clasificación
En Uvigerinoides no se ha considerado ninguna especie.